# Rob de Wit
Rob de Wit (8 de septiembre de 1963, Utrecht) es un exfutbolista neerlandés.
Jugó 103 partidos en el profesionalismo a nivel de clubes, anotando 23 goles. Su debut se produce en el FC Utrecht, en la temporada 1982-83. Fue miembro de la selección nacional que acudió a la Copa Mundial Juvenil disputada en México en 1983 (su selección caería eliminado ante Argentina). Fue transferido al Ajax en 1984, siendo el sucesor de Jesper Olsen, que se marchó al Manchester United.
En las dos temporadas en las que estuvo en el club fue titular indiscutible, jugando la mayoría de los partidos de las temporadas 1984-85 y 1985-86. El 1 de mayo de 1985 debutaría con la selección holandesa en un duelo ante Austria válido por las clasificatorias rumbo al mundial de México 1986, objetivo que no pudo lograr ya que fue eliminado en la repesca ante Bélgica. Con la oranje jugó ocho veces anotando tres goles.
Su carrera se terminaría de forma abrupta al sufrir una hemorragia cerebral cuando vacacionaba en España. En principio, no tendría secuelas, pero tras un tratamiento sin mucho éxito en Suecia, se hizo evidente que dejaría de jugar al fútbol. Tuvo otras dos hemorragias en su vida: una en 1993 y otra en enero de 2005.
El 5 de mayo de 2013 volvería a un campo de fútbol, pero esta vez sería para entregar el título de la liga a Siem de Jong, campeón con el Ajax.
- Datos: Q631827
- Multimedia: Rob de Wit (footballer) / Q631827